# اوله هولم
اوله هولم (انگلیسی: Ole Holm؛ ۲۸ دسامبر ۱۸۷۰ – ۲۹ ژانویه ۱۹۵۶) ورزشکار ورزش تیراندازی اهل نروژ بود.
وی در مسابقات کشوری و بین‌المللی در مجموع برندهٔ ۱ مدال نقره شده‌است.